# Giovanni Montemartini
Giovanni Montemartini (Montù Beccaria, 19 febbraio 1867 – Roma, 7 luglio 1913) è stato un politico e docente universitario italiano, principale teorico delle municipalizzazioni in Italia.

## Biografia
Nacque a Montù Beccaria, in provincia di Pavia, da Pietro Montemartini e Angela Mascheroni. Si laureò in giurisprudenza all'Università degli Studi di Pavia anche se entrò presto in contatto con il mondo degli studi economici, in particolare con la scuola di Luigi Cossa. In questo periodo approfondì le teorie elaborate dagli studiosi Antonio De Viti De Marco, Angelo Messedaglia e Maffeo Pantaleoni per poi recarsi tra il 1893 e il 1894 a Vienna, dove seguì i corsi tenuti dall'economista austriaco Carl Menger. In questi anni si fece conoscere con la pubblicazione di opere inerenti alle principali tematiche del dibattito economico dell'epoca, come La teorica delle crisi. Saggio di patologia economica (1891) e Il problema della grande e piccola coltivazione delle terre (1892). Tale approccio gli valse la stima della comunità scientifica e gli aprì le porte della più prestigiosa rivista economica del tempo, il Giornale degli economisti e Annali di economia, sulla quale pubblicò nel 1893 La definizione economico-sociale del risparmio, anticipazione di un volume dato alle stampe nel 1896 con il titolo Il risparmio nell'economia pura, con la prestigiosa prefazione di Menger.
Tornato in Italia insegnò in diversi istituti tecnici a Foggia, Cremona e Milano per poi ottenere la libera docenza in economia politica che gli permise di tornare all'ateneo di Pavia in qualità di docente. Nel 1901 fu eletto nel consiglio della Società Umanitaria di Milano e fu chiamato a presiedere la V sessione della società, dedicata agli uffici per il collocamento e in generale alle questioni del lavoro. Montemartini ritenne fondamentale la continua raccolta di informazioni e dati che fossero propedeutici a qualsiasi azione normativa. Due anni dopo fu chiamato a far parte del Consiglio dell'emigrazione presieduto da Luigi Bodio, conosciuto all'Umanitaria, e nello stesso anno fu chiamato a dirigere l'Ufficio del lavoro, costituito dalla legge Zanardelli del 1902 presso il Ministero dell'agricoltura, dell'industria e del commercio. Proprio il suo interesse per la statistica lo portarono a dirigere anche l'Ufficio di statistica presso lo stesso ministero, antesignano dell'Istituto nazionale di statistica.
Nonostante l'impegno ministeriale continuò a collaborare sia con il Giornale degli economisti, di cui fu redattore capo tra il 1904 e il 1910, che con altre prestigiose riviste come Critica Sociale. Nel 1904 si schierò con la Lega antiprotezionista, mentre l'anno successivo partecipò, insieme a David Lubin, Luigi Luzzatti, De Viti De Marco e Pantaleoni, alla fondazione dell'Istituto internazionale di agricoltura, una sorta di progenitore dell'Organizzazione delle Nazioni Unite per l'alimentazione e l'agricoltura. Le battaglie liberali non lo distolsero dalla sua formazione convintamente laica, tanto che nel 1908 appoggiò la mozione di Leonida Bissolati contro l'insegnamento della religione cattolica nelle scuole elementari.
Nel 1907 fu eletto al consiglio comunale di Roma, ricevendo il più alto numero di voti nella lista socialista con 16000 preferenze, ed entrò nella giunta guidata da Ernesto Nathan come assessore ai servizi tecnologici. Durante il suo mandato portò avanti una politica volta alla municipalizzazione, convinto che l'interruzione del monopolio privato avrebbe da un lato calmierato i prezzi e dall'altro aumentato la produzione. I primi settori da cui Nathan e Montemartini partirono furono quelli dei trasporti e dell'elettricità, fino ad allora gestiti in regime di monopolio dalla Società Romana Tramways Omnibus (SRTO) e dalla Società anglo-romana di elettricità (SAR). Se da un lato sul settore dei trasporti l'amministrazione ebbe l'idea di costituire una società municipalizzata diretta concorrente del privato, dall'altro la municipalizzazione del servizio elettrico si rese più complessa, a causa degli indennizzi previsti dalla legge nei confronti delle società concessionarie; la SAR, inoltre, teneva i prezzi alti anche con l'amministrazione comunale che necessitava dell'elettricità sia per il servizio di illuminazione pubblica che per il movimento della rete tranviaria. Proprio gli alti prezzi portarono all'apertura di una centrale termoelettrica nel quartiere Ostiense, operativa dal 1º luglio 1912, e di una centrale idroelettrica a Castel Madama, operativa dal 1916. La municipalizzazione dei due servizi fu approvata dal Consiglio comunale e poi sottoposta a referendum popolare il 20 settembre 1909. In quell'anno furono quindi costituite l'Azienda Autonoma Tranviaria Municipale, poi divenuta ATAC, e l'Azienda Elettrica Municipale, poi divenuta Acea. Il percorso, in particolare per la municipalizzazione del servizio elettrico, fu comunque irto di ostacoli e le varie difficoltà, anche all'interno della giunta Nathan, gli impedirono di portare a compimento la municipalizzazione del servizio idrico, sebbene la concessione della Società dell'Acqua Pia Antica Marcia fosse scaduta nel 1910.
I sempre crescenti contrasti con il sindaco Nathan lo portarono ad abbandonare l'ufficio di assessore nel 1911, anche se continuò a battersi per le municipalizzazioni in aula Giulio Cesare. Proprio durante un dibattito sui trasporti pubblici romani in aula consiliare fu colpito da un malore e morì all'età di 46 anni.
Era fratello di Gabriele Luigi Montemartini (1869-1952), deputato socialista.
In suo onore fu intitolata la prima centrale elettrica di Roma nel 1913, in seguito divenuta sede museale dei Musei Capitolini.